# Bazoft (rivière)
Pour les articles homonymes, voir Bazoft (homonymie).
Bazoft est une rivière qui prend sa source dans les monts Zagros dans la province de Tchaharmahal-et-Bakhtiari à 120km au nord-ouest de Shahrekord et se jette dans le fleuve Karoun, en Iran. La route Shahrekord – Masjed Soleiman suit une partie du cours de la rivière dans le district de Bazoft.

## Toponyme
La rivière Bazoft doit son nom au district de Bazoft qu'elle traverse.

## Géographie
La rivière Bazoft est située dans la préfecture de Kuhrang et prend principalement sa source dans les massifs de Zard Kuh, Monar, Teverak dans les monts Zagros dans la province de Tchaharmahal-et-Bakhtiari en Iran. Elle traverse le district de Bazoft en direction du sud-est. C'est un affluent du fleuve Karoun qu'elle rejoint à 1km au sud-est du village de Kabousi au niveau du barrage de Karun-4.
Les zones traversées par la rivière Bazoft sont peu habitées et essentiellement rurales, à l'exception de la ville de Bazoft, chef-lieu du district de Bazoft, et sont marquées par des forêts de chênes.

## Les provinces et préfectures traversés
Les provinces et préfectures traversées sont les suivantes :
- dans la province de Tchaharmahal-et-Bakhtiari: Préfecture de Kuhrang (district de Bazoft), Préfecture d'Ardal
- dans la province du Khouzistan: Préfecture d'Andika

## Faune
On trouve de nombreuses espèces d'oiseaux à la fois migrateurs et sedentaires tels la grande aigrette, le héron cendré, la grue cendrée. Parmi la faune piscicole on retrouve: 
- Cyprinidae
  - Alburnus mossulensis, Barbus lacerta, Capoeta aculeata, Capoeta gracilis, Capoeta damascina, Chondrostoma regium, Garra rufa (Poisson-docteur), Squalius lepidus

- Nemacheilidae
  - Oxynoemacheilus sp, Turcinoemacheilus hafezi

- Sisoridae
  - Glyptothorax silviae

- Salmonidae
  - Truite arc-en-ciel, Salmo trutta

## La rivière Bazoft et l'homme
La rivière Bazoft joue un rôle important pour les nomades bakhtiaris qui doivent la traverser avec leur bétail deux fois par an, lors de leur transhumance printanière (du Khuzestan vers le Tchaharmahal-et-Bakhtiari) et automnale (du Tchaharmahal-et-Bakhtiari vers le Khuzestan. A différents endroits, l'absence de construction oblige les nomades à traverser le fleuve à la nage ou à l'aide d'embarcations artisanales, nommées kalaks کلک), réalisées à partir d'outres de chèvres. Cette traversée est documentée dans de nombreux films et documentaires, comme dans le documentaire de 1925 de Merian C. Cooper, Grass: A Nation's Battle for Life.